# Liste der Monuments historiques in Pechbonnieu
Die Liste der Monuments historiques in Pechbonnieu führt die Monuments historiques in der französischen Gemeinde Pechbonnieu auf.

## Liste der Bauwerke
| Bezeichnung       | Beschreibung                  | Standort                                   | Kennzeichnung | Schutzstatus   | Datum     | Bild           |
| ----------------- | ----------------------------- | ------------------------------------------ | ------------- | -------------- | --------- | -------------- |
| Schloss           | Erbaut im 18./19. Jahrhundert | Récastel Route de Saint-Loup-Cammas (Lage) | PA00125568    | Inscrit Classé | 1993 1995 |                |
| Kirche St-Jacques | Erbaut im 14. Jahrhundert     | (Lage)                                     | PA00094416    | Inscrit        | 1950      | weitere Bilder |